# Municipio de Anderson (Illinois)
El municipio de Anderson (en inglés: Anderson Township) es un municipio ubicado en el condado de Clark en el estado estadounidense de Illinois. En el año 2010 tenía una población de 417 habitantes y una densidad poblacional de 4,92 personas por km².

## Geografía
El municipio de Anderson se encuentra ubicado en las coordenadas 39°18′14″N 87°43′38″O / 39.30389, -87.72722. Según la Oficina del Censo de los Estados Unidos, el municipio tiene una superficie total de 84.7 km², de la cual 83,68 km² corresponden a tierra firme y (1,2 %) 1,02 km² es agua.

## Demografía
Según el censo de 2010, había 417 personas residiendo en el municipio de Anderson. La densidad de población era de 4,92 hab./km². De los 417 habitantes, el municipio de Anderson estaba compuesto por el 99,28 % blancos, el 0,48 % eran asiáticos y el 0,24 % eran de una mezcla de razas. Del total de la población el 0,48 % eran hispanos o latinos de cualquier raza.